# Estadio Urartu
El Estadio Urartu anteriormente llamado Banants Stadium (en armenio: մարզադաշտ „Բանանց“) es un estadio multiusos ubicado en la ciudad de Ereván, capital de Armenia. El estadio fue inaugurado en 2008 y posee una capacidad para 5000 espectadores, es la casa del FC Urartu (antes FC Banants Ereván) equipo de la Liga Premier de Armenia.
En 2006, con el apoyo de la UEFA, comenzó la construcción de la instalación deportiva. Dos años después, se inauguró el estadio. Los trabajos de renovación comenzaron en 2011 y finalizaron en 2012. En noviembre de 2016, se celebraron tres partidos del 7º Grupo de la primera ronda de clasificación del Campeonato de Europa de Fútbol Sub-19 2017: Suiza vs. Armenia (4-0), Italia vs. Armenia (2-1) e Italia vs. Suiza (1: 1).
El 8 de mayo de 2019 albergó la final de la Copa de Armenia entre el FC Alashkert y el Lori FC con triunfo del primero por 1-0.

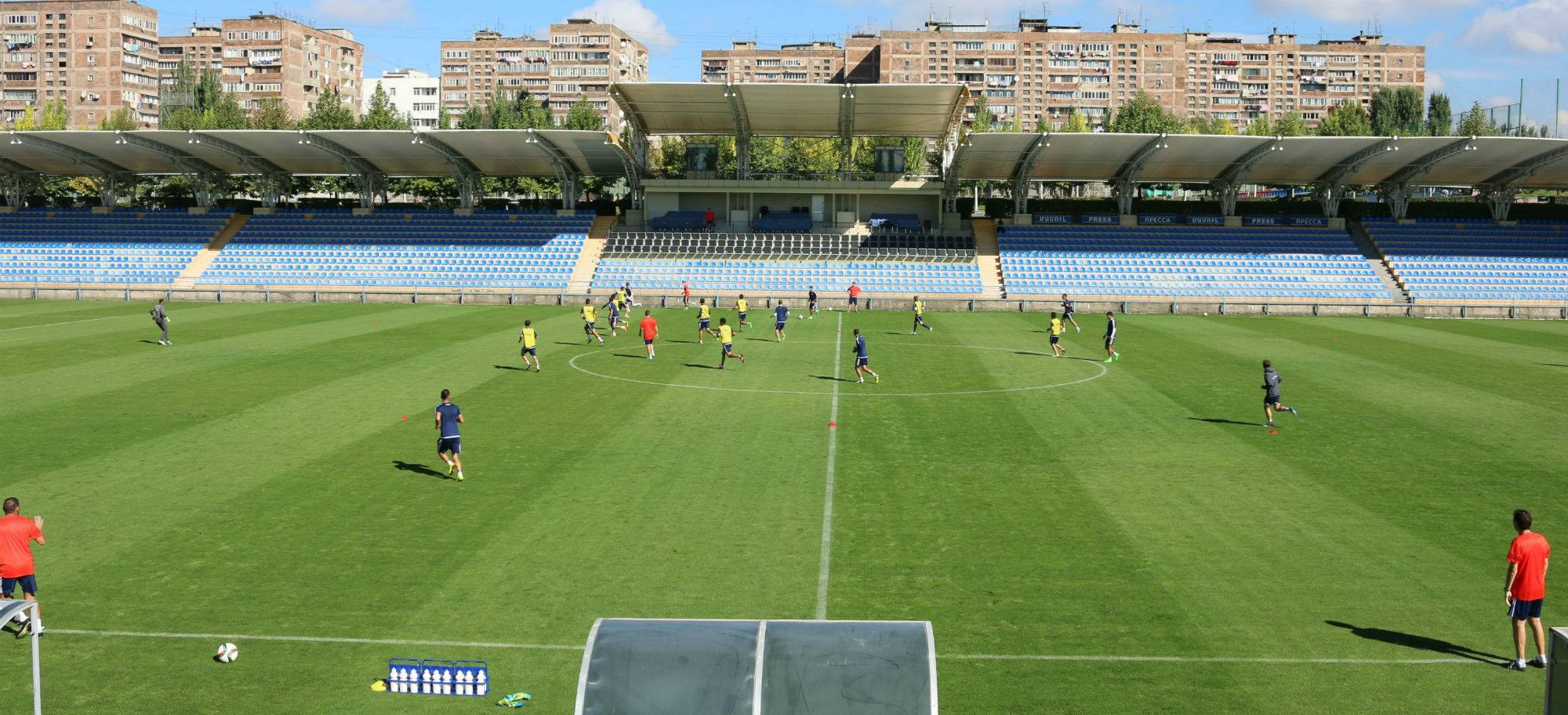
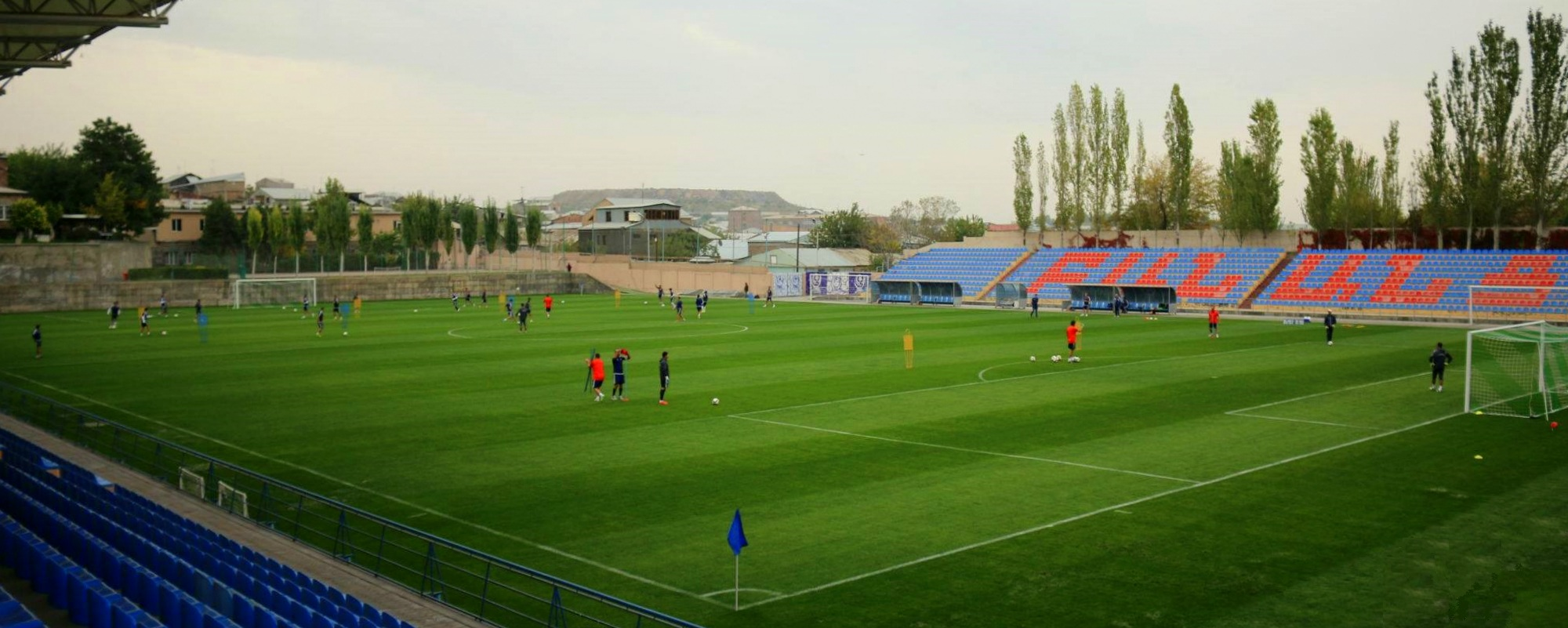